# Luksemburg na Letnich Igrzyskach Olimpijskich 2004
Luksemburg na Letnich Igrzyskach Olimpijskich 2004 reprezentowało 10 sportowców.

## Skład kadry

### Kolarstwo
- Benoît Joachim
- Kim Kirchen
- Fränk Schleck

### Lekkoatletyka
Mężczyźni:
- David Fiegen - bieg na 800 m - 1:46.97 - 36 miejsce

### Łucznictwo
- Jeff Henckels - 623 pkt (55 miejsce)

### Pływanie
Mężczyźni:
- Alwin de Prins
  - 100 m st. klasycznym - 1:03.32 - 27 miejsce

Kobiety:
- Lara Heinz
  - 50 m st. dowolnym - 26.35 s - 30 miejsce
  - 100 m st. dowolnym - 57.40 s - 36 miejsce

### Tenis
Kobiety:
- Anne Kremer
- Claudine Schaul

### Triathlon
Kobiety:
- Elizabeth May - 2:08:29.22 - 17 miejsce